# 悅達礦業
悅達礦業控股有限公司，簡稱悅達礦業控股，以及悅達礦業（英語：Yue Da Mining Holdings Limited，港交所：0629），於2001年，由江蘇悅達集團有限公司，在香港成立前身為「悅達控股有限公司」。
董事長為陳雲華，總裁為董立勇。總部位於香港上环干诺道中200号信德中心招商局大厦33楼3321-3325室。
而業務在中國內地經營矿业采选和收费公路项目。
該公司股份在2001年11月29日於港交所主板上市。

## 連結
- yueda.com.hk （页面存档备份，存于）